# Agní-purana
El Agní-purana es uno de los 18 Puranas (un género de textos religiosos hinduistas) principales.
- अग्निपुराण, en el sistema AITS (alfabeto internacional para la transliteración del sánscrito).
- agnipurāṇa, en escritura devánagari del sánscrito.
- Pronunciación: [agní purana][1]
- Etimología: agní: ‘fuego’, ‘dios del fuego’; puraaná: ‘antiguo’ ‘historia [antigua]’.[1]

Contiene descripciones de diversas encarnaciones (avatares) del dios Visnú. También tiene información sobre la cuenta de Rama, Krisná, Prithuí, y las estrellas. Tiene una serie de versículos que tratan con ritual de adoración, cosmología y astrología hinduista, historia, guerras, secciones de gramática y metros, leyes, medicina ayurvédica y artes marciales.
La tradición dice que en su origen fue recitado por Agní (el dios del fuego) al sabio Vasishta.
El texto está dividido en 383 capítulos.
El Athāgnipurāṇa pariśiṣṭam (que es un diálogo entre Bharaduásh y Sutá Gosuami) es un apéndice con otros seis capítulos.
El texto es medieval (postGupta) y ha sido fechado en algún momento entre el 700 y el 1000.

## Ediciones y traducciones
La primera edición impresa del texto fue publicada en Calcuta (Bengala) por Rajendralal Mitra en tres volúmenes entre 1870 y 1879. El texto completo posee poco menos de un millón de caracteres devánagari.
Veinticinco años después, Manmatha Nath Dutt publicó en la India una traducción al inglés en dos volúmenes (1903 y 1904).

## Contenido
El texto existente comprende 383 capítulos. El último capítulo presenta una lista de los 50 temas que se trataron en el texto. La siguiente es una breve descripción de los temas narrados en el texto:
- Capítulo 1: apertura habitual, descripción de los 10 avataras de Visnú.
- Capítulos 2-4: los avataras Matsia, Kurma y Varaja respectivamente.
- Los siguientes siete capítulos (5-11) presentan un resumen de los siete kandas (cantos, libros) del Ramaiana.
- Capítulo 12 resume el Jari vamsha (anexo del Majábharata).
- Capítulos 13-15 resumen la historia del Majábharata.
- Capítulo 16 describe a Buda y a Kalki como avataras de Visnú.
- Los capítulos 17-20 describen las cinco características esenciales de un Puraná.
- Los capítulos 21 a 70 consisten de un debate entre Nárada (el sabio volador), Agní (el dios del fuego), Jaia Griva (Visnú con cabeza de caballo) y Bhagaván.
  - El baño religioso.
  - La construcción de un kunda (pozo para sacrificios).
  - Los mudrás (posiciones de los dedos durante la adoración).
  - El modo de adoración a las cuatro formas de Visnú: Vasudeva, Sankarshana, Pradiumna y Aniruddha.
  - La consagración de un murti (ídolo).
  - La arquitectura de un mandira (templo).
  - La iconografía de las imágenes.
  - La adoración del Salagrama (fósil esférico, considerado un dios automanifiesto).
  - Las normas para la instalación de las imágenes y
  - La reparación de un templo.
- Capítulo 71: la adoración al dios Ganesha.
- Capítulos 72 a 105: la adoración del shivá-linga (piedra cilíndrica que representa el falo del dios Shivá) y las diferentes manifestaciones de la diosa Deví.
  - El método de establecimiento de un agní (fuego del sacrificio).
  - La adoración a la diosa Chanda.
  - La adoración al dios Kapila
  - La consagración de un templo.
- Capítulo 106: vastu (arquitectura y urbanismo supersticiosos) relacionado con las ciudades.
- Capítulo 107: la creación de Suaiambhuva Manu.
- Capítulo 108: bhuvana-kosha (descripción del universo).
- Capítulos 109 a 116 describen una serie de tirthas (lugares sagrados de peregrinación, siempre dentro de la India).
- Capítulo 117: los ritos ancestrales.
- Capítulos 118 a 120: los conceptos puránicos sobre la geografía de la India y otras partes del mundo mítico, y las distancias entre las distintas regiones míticas del mundo.
- Capítulos 121-149: diversos aspectos de la astronomía y la astrología.
- Capítulo 150 los períodos manu antara (de millones de años), y los nombres de cada Manu.
- Capítulos 151-167: obligaciones de cada varna (casta hereditaria).
- Capítulos 168-174: las expiaciones para los diversos pecados.
- Capítulo 175 a 207: la realización de una serie de vratas (votos, juramentos).
- Capítulos 208-217 regalos religiosos y votos religiosos.
- Capítulos 218-248: el arte de gobernar.
- Capítulos 249-252: dhanurveda (arquería), y armas relacionadas.
- Capítulos 254-258: viavajara (los jueces y las leyes). Esta parte del texto es una copia literal del Mitakshara.
- Capítulos 259-271: temas diversos en relación con la lectura de los Vedas.
- Capítulo 272: regalos que se deben hacer a un lector profesional de los Puranás; lista de todos los Puranás con el número de versos que contiene cada uno.
- Capítulos 273-278: genealogía de las dinastías puránicas.
- Capítulos 279-300: ramas de la medicina aiurvédica.
- Capítulos 301-308: adoración de Suria (el dios del Sol) y varios mantras (himnos mágicos)
- Capítulos 309-316: mantras para la adoración de la diosa Tuarita.
- Capítulos 317-326: Ishvara (el dios Shivá) le explica a su hijo Skanda la adoración a los ganas (soldados, huestes) de Shivá: Vaguisuarí, Aghora, Pashupata, Rudra y Gaurí.
- Capítulo 327: la gloria de establecer un falo shivá-linga en un templo.
- Capítulos 328-335: resumen de los Pingala sutra acerca de las métricas y un comentario desconocido acerca de él.
- Capítulo 336: discusión rudimentaria acerca de la fonética sánscrita de los Vedas.
- Capítulo 337: poesía y retórica.
- Capítulo 338: lista de los diferentes tipos de obras de teatro en sánscrito.
- Capítulos 339-340: los cuatro ritis o estilos de mostrar sentimientos y emociones durante la actuación.
- Capítulos 341-342: los movimientos de las extremidades de un actor y definiciones de las representaciones dramáticas.
- Capítulos 343 a 345: Los debates sobre las distintas figuras de expresión (copia del Kavia darsha, de Dandin).
- Capítulos 346-347: méritos y errores de una composición.
- Capítulo 348: lista de palabras monosilábicas.
- Capítulos 349 a 359: reglas de la gramática sánscrita (resumen del Viakarana chandra).
- Capítulos 360-367: léxico o glosario (al estilo del Amara kosha).
- Capítulos 369-370: anatomía humana.
- Capítulo 371: varios tipos de narakas (infiernos para hinduistas).
- Capítulos 372-376: raya ioga y hatha ioga.
- El tema de los capítulos 377-380: resumen de las doctrinas del Vedanta y el conocimiento sobre el Brahman impersonal (Dios, sin forma ni cualidades).
- Capítulo 381: resumen del Bhágavad guitá (sección del Majábharata).
- Capítulo 382: una versión del Iama guitá.
- Capítulo 383: glorificación del Agní puraná.